# Saint-Germain-de-Montgommery
Saint-Germain-de-Montgommery település Franciaországban, Calvados megyében. Lakosainak száma 168 fő (2018. január 1.). Saint-Germain-de-Montgommery Lisores, Sainte-Foy-de-Montgommery, Crouttes, Vimoutiers és Val-de-Vie községekkel határos.

## Népesség
A település népessége az elmúlt években az alábbi módon változott:
| Lakosok száma | 147  | 144  | 134  | 147  | 163  | 160  | 159  | 158  | 170  | 168  |
|               | 1962 | 1968 | 1982 | 1990 | 1999 | 2008 | 2011 | 2013 | 2017 | 2018 |